# Fort Yukon
Fort Yukon è una cittadina dell'area amministrativa di Yukon-Kuyukuk nello Stato americano dell'Alaska. Secondo il censimento del 2000 la popolazione è di 595 abitanti. La piccola cittadina è servita dall'omonimo aeroporto: il Fort Yukon Airport. Secondo fonti attendibili, ma comunque non ufficiali, la più alta temperatura mai registrata a Fort Yukon è stata di 38 °C (100 °F) il 27 giugno del 1915.

## Geografia fisica

### Territorio
La cittadina si trova 8 miglia (circa 13 km) a nord del Circolo polare artico e più precisamente vicino al punto in cui confluiscono i fiumi Porkupine e Yukon. Secondo i dati dell'ente amministrativo statunitense, il territorio di Fort Yukon ha un'area totale di circa 7,4 miglia quadrate (19.2 km quadrati): 7 miglia quadrate sono le terre\praterie mentre 0.4 miglia quadrate sono acqua sotto forma di neve o ghiaccio perenne, che equivale a circa il 5,65% del territorio.

### Clima
Fort Yukon è una delle città più fredde dell'Alaska. D'estate la temperatura può raggiungere anche i 30 °C ma d'inverno può anche raggiungere i -55 °C, il record è di -61 °C. E tra le più fredde città di sempre insieme a Snag in Canada e diverse località della Siberia avendo raggiunto più volte i -60 °C; nei pressi di Fort Yukon sono state registrate temperature non ufficiali di -70 °C che toglierebbero il record di freddo alla località di Ojmjakon in Siberia